# Ożaglowanie lugrowe

Ożaglowanie lugrowe

Ożaglowanie lugrowe (rejkowe) – jeden z typów ożaglowania skośnego. Żagiel mocowany jest likiem górnym do rejki i podnoszony oraz opuszczany razem z nią przy pomocy fału.
Można wyróżnić następujące odmiany ożaglowania lugrowego:
- lugier zwykły – żagiel łącznie z rogiem halsowym mocowany jest jedynie do rejki
- lugier długohalsowy – żagiel mocowany jest do rejki, natomiast jego róg halsowy do dziobu
- balans-lugier (lugier zrównoważony) – żagiel mocowany jest likiem górnym do rejki oraz likiem dolnym do bomu
- lugier wysoki – żagiel łącznie z rogiem halsowym mocowany jest jedynie do rejki. Znacznie wyższy maszt oraz wydłużona rejka.
- lugier dzielony (rosyjski) – na jednej rejce zawieszone są likami górnymi dwa żagle fok i grot

Ożaglowanie tego typu można także podzielić ze względu na liczbę żagli:

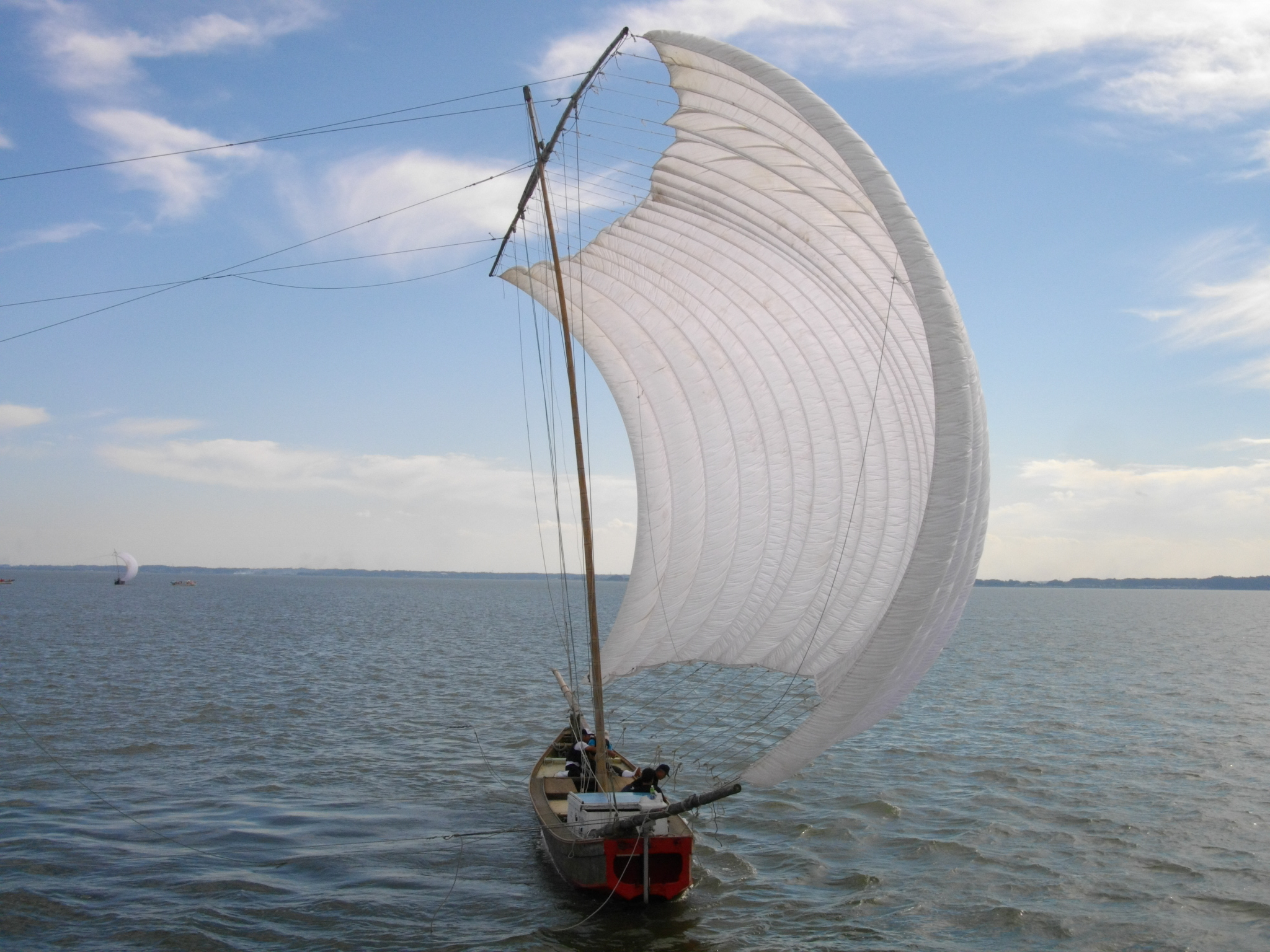

- jeden (lugier zwykły, długohalsowy, wysoki i zrównoważony, żagiel wystający przed maszt; wady: żagiel na jednym z halsów opiera się o maszt; zalety: duża prostota konstrukcji)

- dwa (lugier dzielony, jeden większy żagiel za masztem drugi, mniejszy przed nim; wady: konstrukcja bardziej skomplikowana od konstrukcji jednożaglowej; zalety: żagiel nie opiera się o maszt na żadnym z halsów)

Ożaglowanie tego typu charakteryzuje się prostotą konstrukcji oraz niskimi wymaganiami konstrukcyjnymi. Było ono powszechnie stosowane do końca XIX wieku.